# Itthithepsan Kritakara
Prinz Itthithepsan Kritakara (andere Schreibweisen: Ittiepsan Kridakorn, Idiebsan; Thai: อิทธิเทพสรรค์ กฤดากร; * 16. Januar 1890; † 19. Februar 1935) war ein thailändischer Architekt und Künstler. Er war ein Enkel von König Mongkut (Rama IV.) und Sohn von Prinz Krisda Kritakara. Den Namen Kritakara (oder Kridakorn) erhielt die Familie am 14. April 1915 von König Vajiravudh (Rama VI.) zugesprochen. Er wurde später in Kridakorn/Kritakara na Ayutthaya geändert.

## Leben
Seine Ausbildung absolvierte Itthithepsan an der Harrow School in London. Anschließend studierte er an der Pariser École des Beaux-Arts Architektur. Im Jahr 1917 wurde er im Fine Arts Department angestellt, dessen Chefberater er im Jahr 1927 wurde, nachdem es im Jahr zuvor dem Royal Institute zugeordnet worden war.
Er gründete gemeinsam mit anderen in England und Frankreich ausgebildeten Architekten die Thailändische Architektenvereinigung (Association of Thai Architects). Er baute unter anderem für die königliche Familie. So war er für die Renovierung der Thronhalle Chakri Maha Prasat zuständig und baute den Palast Wang Klai Kangwon.
Am 19. November 1922 heiratete er die Prinzessin Suriya Prabha Rabibadhana (Thai: หม่อมเจ้าสุรีย์ประภา รพีพัฒน์; 1901–1970), aus der Ehe stammt die Tochter Mom Rajawong Riddhi Suriya Kritakara (Thai: หม่อมราชวงศ์ฤทธิ์สุรีย์ กฤดากร; * 26. Januar 1928).